# Sallapadan
Sallapadan es un municipio de quinta  categoría perteneciente a  la provincia de El Abra en la Región Administrativa de La Cordillera situada al norte de la  República de Filipinas y de la isla de Luzón, en su interior.

## Geografía
Tiene una extensión superficial de 128.62 km² y según el censo del 2007, contaba con una población de 6.370 habitantes, 5.985 el día primero de mayo de 2010

### Ubicación
| Noroeste:Bucay   | Norte: Bucay | Noreste: Licuan |
| Oeste: Daguioman |              | Este: Bucay     |
| Suroeste: Manabo | Sur: Boliney | Sureste: Bucloc |

### Barangayes
Pidigan se divide administrativamente en 9 barangayes, Ocho de carácter rural y uno urbano, Gangal (Población).
| Barangay           | Población (2007) | Población (2010) | Código (2012) |
| ------------------ | ---------------- | ---------------- | ------------- |
| Bazar              | 590              | 527              | 140120001     |
| Bilabila           | 535              | 540              | 140120002     |
| Gangal (Población) | 909              | 921              | 140120003     |
| Maguyepyep         | 1,251            | 1.113            | 140120004     |
| Naguilian          | 721              | 636              | 140120005     |
| Saccaang           | 716              | 665              | 140120006     |
| Sallapadan, Barrio | 303              | 299              | 140120007     |
| Subusob            | 824              | 805              | 140120008     |
| Ud-udiao           | 521              | 479              | 140120009     |